# Vauxita
La vauxita es un mineral de la clase de los minerales fosfatos, que no debe confundirse con la roca bauxita. Fue descubierta en 1922 en la mina Siglo XX de Llallagua, en la provincia de Rafael Bustillo (Bolivia), siendo nombrada en honor a George Vaux Jr., recolector de minerales estadounidense.

## Características químicas
Es un fosfato hidroxilado e hidratado de hierro y aluminio, sin aniones adicionales.

## Formación y yacimientos
Aparece como mineral secundario derivado de la alteración del apatito, en vetas metálicas de origen hidrotermal.
Suele encontrarse asociado a otros minerales como: wavellita, paravauxita o marcasita.